# Bilhar nos Jogos Mundiais de 2017
Bilhar nos Jogos Mundiais de 2017 Foi uma competição de bilhar (sinuca) integrante dos Jogos Mundiais de 2017 em Wroclaw na Polônia.

## Quadro de Medalhas
| Ordem | País          | Medalha de ouro | Medalha de prata | Medalha de bronze |    |
| ----- | ------------- | --------------- | ---------------- | ----------------- | -- |
| 1     | Grã-Bretanha  | 1               | 2                |                   | 3  |
| 2     | China         | 1               |                  | 1                 | 2  |
| 3     | Filipinas     | 1               |                  |                   | 1  |
| 3     | Espanha       | 1               |                  |                   | 1  |
| 5     | Itália        |                 | 1                |                   | 1  |
| 5     | Coreia do Sul |                 | 1                |                   | 1  |
| 7     | Egito         |                 |                  | 1                 | 1  |
| 7     | Irã           |                 |                  | 1                 | 1  |
| 7     | Japão         |                 |                  | 1                 | 1  |
| TOTAL | TOTAL         | 4               | 4                | 4                 | 12 |

## Medalhistas
| Evento                   | Ouro           | Prata         | Bronze        |
| ------------------------ | -------------- | ------------- | ------------- |
| Três Tabelas - Masculino | Daniel Sánchez | Marco Zanetti | Sameh Sidhom  |
| Bola 9 - Masculino       | Carlo Biado)   | Jayson Shaw   | Naoyuki Oi    |
| Bola 9 - Feminino        | Chen Siming    | Kim Ga-young  | Han Yu        |
| Snooker - Masculino      | Kyren Wilson   | Ali Carter    | Soheil Vahedi |